# Ottavio Rinuccini
Ottavio Rinuccini   (Florència, 20 de gener de 1563 - Florència, 28 de març de 1621) va ser un poeta italià i cortesà de finals del Renaixement i començaments del Barroc.

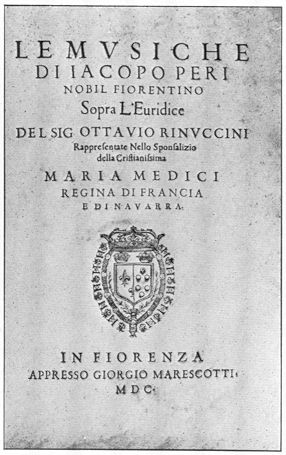
Portada de la primera edició dEurídice de Jacopo Peri i llibret d'Ottavio Rinuccini.

Va ser el llibretista de la considerada com la primera òpera: Dafne (1597), amb música de Jacopo Peri.

## Biografia
Rinuccini era un home noble, membre de la Accademia Fiorentina i Accademia degli Elevati (acadèmia dels conspicus). Era part de la cort dels Médicis, per als quals, a partir de 1579, va participar en la creació dels intermedis efectuats a Florència.
Va ser un dels llibretistes de La pellegrina, un drama de Girolamo Bragagli, muntat a Florència en ocasió del casament del duc Ferran I de Toscana amb Cristina de Lorena, princesa de França. Va ser el primer llibretista d'una òpera, quan va col·laborar amb Jacopo Peri cap a 1590 per a la primera òpera (avui perduda): Dafne, el 1597, muntada en la casa dels Corsi.
Es va repetir diverses vegades, en ocasió dels carnavals de 1599 i 1600, també en 1604 i 1611, i en la cort de Màntua dels Gonzaga, el 1608.
Va inspirar l'òpera Dafne, llibret de Martin Opitz i música de l'alemany Heinrich Schütz i escenificada en Torgau el 1627.
També va escriure el llibret de la seva segona òpera Eurídice, que és l'òpera més antiga que es conserva, i molts més llibrets per a altres compositors.
Entre 1600 i 1604, Rinuccini va romandre a París on va poder conèixer al Ballet Francès de la Cort. El 1608, Rinuccini va treballar amb Claudio Monteverdi amb el qual va fer Il ballo delle ingrate, i L'Arianna —òpera perduda, de la qual només va sobreviure el famós Lament—, a més d'altres madrigals.